# Java Web Start
Java Web Start (часто JavaWS) — технология компании Sun Microsystems, позволяющая запускать приложения на Java из браузера. Основана на протоколе Java Network Launching Protocol (JNLP). В отличие от апплетов приложения Web Start запускаются не в окне браузера и не имеют с ним прямой связи.
Релиз версии 1.0 Sun выпустила в Марте 2001 года. Начиная с версии J2SE 1.4 Web Start включается в комплектацию Java Runtime Environment по умолчанию.
В Java 9 технологию WebStart объявили устаревшей и убрали в версии Java 11 .

## Различия между Java Web Start и аплетами
- Технология Java Web Start используется для доставки обычных приложений, написанных на языке Java и начинающихся с вызова метода main, содержащегося в одном из классов.
- Приложения, созданные с помощью технологии Java Web Start, не запускаются внутри браузера. Они отображаются вне браузера.
- Приложения, созданные с помощью технологии Java Web Start, можно запустить с помощью браузера, однако механизм, лежащий в основе этого процесса, совершенно отличен от запуска аплетов. Браузеры тесно связаны с системой поддержки выполнения программ, написанных на языке Java, которая запускает аплеты. Технология Java Web Start гораздо самостоятельнее. Браузер просто запустит внешнюю программу, как только загрузит дескриптор приложения, созданного с помощью технологии Java Web Start. Для этого используется тот же механизм, что и в приложениях Adobe Acrobat или RealAudio. Даже конкурирующие поставщики браузеров не могут вмешаться в работу этого механизма.
- После загрузки приложения, созданного по технологии Java Web Start, оно запускается вне браузера.
- Технология Java Web Start обеспечивает более мощную поддержку кэширования и автоматического обновления программ по сравнению с технологией Java Plug-In. (В будущем эти два подхода объединятся, с тем чтобы использовать одни и те же средства управления процессом развертывания программ.)
- Механизм «песочниц» в технологии Java Web Start более гибок и позволяет неподписанным приложениям получать доступ к локальным ресурсам.

## JNLP
Протокол JNLP описывает запуск приложений Java Web Start. JNLP состоит из набора правил, определяющих, как конкретно реализуется запускающий механизм. Файлы JNLP включают такую информацию, как месторасположение jar архивов, имя главного класса приложения. Правильно сконфигурированный браузер передает JNLP файлы среде JRE, которая загружает приложение на компьютер клиента и запускает его.
Несмотря на то, что этот протокол чаще всего служит для запуска самостоятельных приложений вне браузера, он также может использоваться для запуска обычных апплетов в окне браузера, расширяя стандартную функциональность, предоставляемую HTML-тегами в таких случаях.

## Использование
Для того чтобы подготовить приложение к доставке с помощью технологии Java
Web Start, необходимо запаковать его в один или несколько JAR-файлов. Затем нужно
подготовить дескрипторный файл в формате JNLP (Java Network Launch Protocol —
сетевой протокол запуска приложений на языке Java). Теперь разместите файлы на
Web-сервере. После этого необходимо убедиться, что ваш Web-сервер распознает тип
MIME в каталоге application/x-java-jnlp-file в файлах с расширением .jnlp
(браузеры используют тип MIME для распознавания программы, которую следует запустить). Детали можно найти в документации, сопровождающей ваш Web-сервер.